# Эффект группы
Эффект группы, или групповой эффект — это влияние группы как таковой и числа особей в группе на поведение, физиологию, развитие и размножение особей, вызванное восприятием присутствия особей своего вида через органы чувств.
Многие виды животных, как уже отмечалось, нормально развиваются только тогда, когда объединяются в довольно большие группы. Жизнь в группе через нервную и гормональную системы отражается на протекании многих физиологических процессов в организме животного. Наблюдается тесное общение особей посредством запахов, звуков, специфики поведения. Благодаря сложной системе сигнализации у особей и их взаимному обмену информацией возрастает эффективность функционирования группы, направленная на удовлетворение важных жизненных потребностей всех ее членов. Оптимизация физиологических процессов, ведущая к повышению жизнеспособности при совместном существовании, и получила название «эффект группы». Эффект группы проявляется как психофизиологическая реакция отдельной особи на присутствие других особей своего вида. Например, у овец вне стада учащаются пульс и дыхание. При виде приближающегося стада эти процессы нормализуются. Эффект группы проявляется в ускорении темпов роста животных, повышении плодовитости, более быстром образовании условных рефлексов, повышении средней продолжительности жизни индивидуума и др. Животные в группе обычно способны поддерживать оптимальную температуру, например, при окучивании, в гнездах, в ульях. Вне группы у многих животных не реализуется плодовитость.
Не менее важным показателем эффекта группы служит фазовая изменчивость. Она была впервые обнаружена Б. П. Уваровым в 1921 году у саранчовых, а позднее и у жесткокрылых, чешуекрылых и других насекомых. У саранчовых четко различают две формы: одиночная и стадная.
Главной причиной здесь является разная плотность особей в популяции. Большая скученность их и обусловливает образование стадной формы. Особи обеих форм отличаются окраской, поведением, скоростью развития, строения. Каждой форме свойственна определенная активность. Особи в стадной форме очень подвижны и тяготеют к миграциям. Это является средством регуляции численности саранчи в ее резервациях. Скученный образ жизни в нарастающем темпе приводит к сокращению яйцевых трубок. Отсюда, чем выше степень стадности, тем ниже плодовитость, или плодовитость у стадных саранчовых обратно пропорциональна плотности популяции. Изолированные самки азиатской саранчи откладывают 1000-1200 яиц, а находящиеся в сильной скученности — только 300. Однако у последних масса отрождающихся личинок, их выживаемость и общая жизнеспособность значительно выше. Эффект группы и высшее ее проявление у саранчовых — фазовая изменчивость — функционально связаны с плотностью популяции и служат механизмом регуляции их численности. Взаимная стимуляция особей вызывает формирование стадной формы, которая характеризуется снижением плодовитости, сокращением смертности в ранних возрастах, увеличением скорости развития и повышением активности.
Вспышки численности грызунов прекращаются большей частью из-за таких эффектов скученности, как повышенная агрессивность вследствие усиленной секреции адреналина, вялости, связанная с понижением сахара в крови, чем из-за нехватки пищи или инфекций. Помет, секреты, продукты обмена веществ могут портить имеющиеся достаточные запасы питания. Высокая плотность иногда приводит к каннибализму даже у видов в норме чисто растительноядных, например, таких, как мучной хрущак. Таким образом, положительный эффект группы проявляется до некоторого оптимального уровня плотности популяции. Когда животных становится слишком много, это грозит для всех недостатком ресурсов среды, вступают в действие другие механизмы, которые приводят к снижению численности особей в группе путем ее деления, рассредоточения или падения рождаемости.
Термин эффект группы ввели французские зоологи Пьер-Поль Грассэ и Реми Шовен в 1944 году, хотя сам феномен был описан ранее. У них он означал «психофизиологическую реакцию отдельной особи на присутствие других особей своего вида».